# الساندرو دیولا
الساندرو دیولا (انگلیسی: Alessandro Deiola؛ زادهٔ ۱ اوت ۱۹۹۵) بازیکن فوتبال اهل ایتالیا است.
از باشگاه‌هایی که در آن بازی کرده‌است می‌توان به باشگاه فوتبال کالیاری، باشگاه فوتبال اسپتزیا، و باشگاه فوتبال پارما اشاره کرد.